# Altówka
Altówka (wł. viola, skrót: vla.) – muzyczny instrument strunowy z grupy chordofonów smyczkowych. Altówka jest nieco większa od skrzypiec, ma niższy, głębszy i łagodniejszy ton. Pomimo większych rozmiarów altówkę trzyma się podczas gry tak samo jak skrzypce, opierając ją na ramieniu (po stronie o słabszej lateralizacji). Składa się z podłużnego pudła rezonansowego (w razie potrzeby zaopatrzonego w żeberko) z dwoma otworami w kształcie stylizowanej litery f, gryfu z bezprogową podstrunnicą, zakończonego główką w charakterystycznym kształcie ślimaka. Struny, podparte na mostku (podstawku), napinane są za pomocą stożkowatych naciągów (kołków).
Struny altówki, niegdyś wykonywane z preparowanych jelit zwierzęcych, dziś niemal wyłącznie wykonywane są ze stali lub tworzyw sztucznych z cienką metalową owijką.
Standardowe długości pudeł rezonansowych altówek wynoszą 16" (40,6 cm), 15 1/2" (39,4 cm), (41 cm), (42 cm), (43 cm) – największe mają zastosowanie głównie jako koncertowe.
Instrument ma cztery struny strojone w kwintach do następujących dźwięków (począwszy od najniżej strojonej) – c, g, d1, a1 i obejmuje zakres dźwięków od c do a³. Tonacja zazwyczaj w kluczu altowym należącym do grupy kluczy C, wyższe partie często zapisuje się w kluczu wiolinowym z grupy kluczy G.
Technika gry na altówce jest podobna do skrzypcowej, altowiolista gra z nieco większym oparciem. Dłuższa menzura powoduje nieco szerszy rozstaw palców na podstrunnicy niż w przypadku skrzypiec. Smyczek jest nieco dłuższy i nieco cięższy niż w skrzypcach.
Altówka powstała wraz ze skrzypcami w okresie baroku i była używana jako instrument akompaniujący skrzypcom, grający zwykle w rejestrach środkowych, pogłębiając przestrzeń muzyczną. Dopiero współcześnie, wraz z rozwojem sztuki instrumentacji zaczęto traktować altówkę jako samodzielny instrument nadając mu ważniejszą rolę w orkiestrze symfonicznej. Zaczęto też komponować utwory solowe na altówkę.

## Kompozycję na altówkę i ich kompozytorzy
Kompozytorzy, których utwory wykorzystują instrument:
- Georg Philipp Telemann
- Johann Sebastian Bach
- Georg Friedrich Händel
- Karl Ditters von Dittersdorf
- Carl Stamitz
- Franz Anton Hoffmeister
- Johann Baptist Vanhal
- Wolfgang Amadeus Mozart
- Alessandro Rolla
- Niccolò Paganini
- Carl Maria von Weber
- Michaił Glinka
- Johannes Brahms
- Robert Schumann
- Hector Berlioz
- Max Reger
- Max Bruch
- Béla Bartók
- Ralph Vaughan Williams
- York Bowen
- Arthur Honegger
- Arnold Bax
- George Enescu
- Ernest Bloch
- Dmitrij Szostakowicz
- William Walton
- Paul Hindemith
- Benjamin Britten
- Grażyna Bacewicz
- Herbert Howells
- Tadeusz Baird
- Alfred Schnittke
- Krzysztof Penderecki
- Sofija Gubajdulina
- Philip Glass

Znane kompozycje na altówkę:
Koncerty
- Koncert G-dur – Georg Philipp Telemann
- Koncert C-dur – Joseph Schubert
- Koncert D-dur – Franz Anton Hoffmeister
- Koncert D-dur – Carl Stamitz
- Koncert C-dur – Johann Baptist Vanhal
- Koncert D-dur – Ignaz Pleyel
- Koncert F-dur – Alessandro Rolla
- Koncert c-moll – York Bowen
- Koncert g-moll – Cecil Forsyth
- Koncert a-moll – William Walton
- Koncert „Der Schwanendreher” – Paul Hindemith
- Koncert na altówkę – Béla Bartók
- Koncert na altówkę – Grażyna Bacewicz[2]
- Koncert na altówkę – Krzysztof Penderecki[3]
- Koncert na altówkę – Alfred Schnittke
- Koncert na altówkę – Sofija Gubajdulina
- Koncert-Elegia – Hikaru Hayashi

Sonaty
- Sonata Es-dur – Johann Nepomuk Hummel
- Sonata d-moll – Michaił Glinka
- Sonata c-moll – Luigi Boccherini
- Sonata Per La Grand’ Viola – Niccolò Paganini
- Sonaty op. 120: f-moll nr 1, Es-dur nr 2 – Johannes Brahms
- Sonata C-dur – Dmitrij Szostakowicz
- Sonata na altówkę – Arthur Honegger
- 3 Sonaty na altówkę i fortepian, 4 Sonaty na altówkę solo – Paul Hindemith
- Sonata na altówkę – Nikołaj Rosławiec
- Sonata Fantastyczna na altówkę i harfę – Arnold Bax

Etiudy, kaprysy
- 12 Etiud – Franz Anton Hoffmeister
- 41 Kaprysów op. 22 – Bartolomeo Campagnoli
- 10 Künstler-Etüden op. 44 – Johannes Palaschko
- 24 Kaprysy op. 77 – Johannes Palaschko

Inne formy, m.in.:
- Harold w Italii op. 16 na altówkę i orkiestrę – Hector Berlioz
- Märchenbilder op. 113 – Robert Schumann
- Andante e Rondo Ungarese – Carl Maria von Weber
- Romance Oubliée – Ferenc Liszt
- Elegia op. 30 – Henri Vieuxtemps
- Muzyka żałobna – Paul Hindemith
- Romans na altówkę op. 85 – Max Bruch
- Lachrymae: Reflections on a Song of John Dowland na altówkę i orkiestrę smyczkową op. 48a – Benjamin Britten
- Suita na altówkę i orkiestrę – Ralph Vaughan Williams
- „Styx” na altówkę, chór i orkiestrę – Gia Kanczeli
- „Styx” na altówkę, chór i orkiestrę – Gia Kanczeli
- opera „Akhnaten” – Philip Glass

Znani altowioliści:
William Primrose, Lionel Tertis, Rudolf Barszaj, Jurij Baszmiet, Kim Kashkashian, Gérard Caussé, Stefan Kamasa, Tabea Zimermann, Claude Lelong, Nobuko Imai, Jerzy Kosmala, Janusz Pisarski, Ryszard Groblewski, Bjarne Brustad, John Cale, Marek Marczyk, Hatto Beyerle, Piotr Reichert, Lech Bałaban, Hartmut Rohde, Marco Misciagna, Marcin Murawski, Michał Bryła, Ewa Grzywna, Katarzyna Budnik-Gałązka, Volker David Kirchner, Zbigniew Fil